# الطرق على باب الجنة (أغنية)
الطرق على باب الجنة (بالإنجليزية: Knockin' on Heaven's Door)‏ أغنية للمغني الأمريكي بوب ديلان، كتبها للموسيقى التصويرية لفيلم عام 1973 «بات غاريت وبيلي ذا كيد Pat Garrett and Billy the Kid». صدرت الأغنية بعد شهرين من إصدار الفيلم، وحققت نجاحًا عالميًا، وصعدت إلى المراكز العشرة الأولى في العديد من البلدان. أصبحت الأغنية واحدة من أكثر مؤلفات ديلان شعبية وغناها من بعده الكثيرين.

## الأغنية والفيلم
تتغير الأوضاع في عام 1881 في نيو مكسيكو، ويصبح بات غاريت شريفًا (عمدة البلدة) وهو رفيق السفر السابق للخارج عن القانون بيلي ذا كيد، ويصبح مكلفًا بالمحافظة على مصالح أصحاب الماشية. تظهر الأغنية بعد أن يطلق الشريف بات النار على رجل ويقف يشاهده وهو يحتضر بخليط من الآسى والتفكير في التراجع. يهرب بيلي، ويقوم بات ورجاله بمطاردته، وتحدث مواجهة نهائية، ويقتل غاريت صديقه القديم بيلي ذا كيد، ويقف يشاهد جثته، ثم يغادر البلدة على ظهر حصانه وطفل من أطفال البلدة يقذفه بالحجارة.
الأغنية تغنى من منظور الشريف بات غاريت وهو يقول:
أمي انزعي عني هذه الشارة Mama, take this badge off of me
لا يمكنني استخدامها بعد الآن I can't use it anymore
تزداد الأمور ظلمة للغاية ولا أستطيع الرؤية It's gettin' dark, too dark to see
وكأنني اطرق على باب السماء I feel I'm knockin' on heaven's door
أطرق أطرق باب الجنة Knock, knock, knockin' on heaven's door
أطرق أطرق باب الجنة Knock, knock, knockin' on heaven's door
أمي القي بسلاحي على الأرض Mama, put my guns in the ground
لا أستطيع إطلاقه مرة أخرى I can't shoot them anymore
تلك السحابة السوداء الباردة قادمة That long black cloud is comin' down
وأشعر أنني اطرق على باب السماء I feel I'm knockin' on heaven's door
أطرق أطرق باب الجنة Knock, knock, knockin' on heaven's door
أطرق أطرق باب الجنة Knock, knock, knockin' on heaven's door

## طاقم العزف والتسجيل
- بوب ديلان: غناء وجيتار
- روجر ماكجين: جيتار
- جيم كيلتنر: طبول
- تيري بول: جيتار باس
- كارل فورتينا: أرغن
- كارول هانتر: غناء مساند
- دونا وايس: غناء مساند
- بريندا باترسون: غناء مساند[10]

## أغنية بوب ديلان على ألبوماته المختلفة
ظهرت الأغنية في العديد من ألبومات بوب ديلان المسجلة من على المسرح وأيضا المسجلة من جمهور المستمعين بما في ذلك:
قبل الطوفان 1974 Before the Flood
بوب ديلان في بودوكان  1979 Bob Dylan at Budokan
ديلان وفريق الجريتفول ديد  1989 Dylan & the Dead
حفل الاحتفال بالذكرى الثلاثين  1992 The 30th Anniversary Concert Celebration
ام تي في (التسجيل الحي)  1995 MTV Unplugged
تسعة وثلاثون عامًا من العروض الموسيقية الرائعة  2001 Thirty-Nine Years of Great Concert Performances
رولينج ثاندر ريفو  2002 The Rolling Thunder Revue

## نسخة الأغنية من أداء اريك كلابتون
في يناير 1975 شارك إيريك كلابتون بعزف جيتاره مع غناء آرثر لويس لأداء «الطرق على باب الجنة» والتي تم توزيعها بأسلوب الريجي، وبعد نهاية جلسات التسجيل مع لويس، سجل كلابتون نسخته الخاصة من الأغنية التي تم إصدارها كأغنية منفردة في أغسطس 1975 بعد أسبوعين من إصدار نسخة لويس. وصلت نسخة كلابتون إلى المركز 38 على قائمة أفضل الأغاني في المملكة المتحدة، ولكنها كانت أقل نجاحًا في الولايات المتحدة حيث فشلت في على قوائم البيلبورد. استمر كلابتون في تقديمها في معظم جولاته الغنائية على المسارح وأيضا ضمنها في ألبوماته التجميعية.

## نسخة الأغنية من أداء غنز آن روزز
بدأ فريق غنز آن روززغناء أغنية «الطرق على باب الجنة» في عام 1987، ثم ضمنها في ألبوم «مرحبا إلى الأدغال» في نفس العام. قام الفريق بتسجيل وإصدار نسخة تسجيل بالاستوديو في عام 1990 لتكون الموسيقى التصويرية لفيلم «أيام الرعد». صعد البوم الفيلم إلى المركز 18 على قوائم البيلبورد في الولايات المتحدة. صدرت أغنية «الطرق على باب الجنة» من الألبوم كأغنية فردية لتحتل المركز الثاني على قوائم أفضل الأغاني في المملكة المتحدة ونيوزيلندا. تصدرت الأغنية قوائم أفضل الأغاني في البرتغال وبلجيكا وهولندا. كانت الأغنية الأكثر مبيعًا لعام 1992 في هولندا. وصلت الأغنية أيضًا إلى المركز الأول في أيرلندا، وأصبحت ثالث أغنية للفريق تحتل المركز الأول.

## وصلات خارجية
https://www.westovergallery.co.uk/product/knockin-on-heavens-door الطرق على باب الجنة (أغنية)
https://www.songfacts.com/facts/bob-dylan/knockin-on-heavens-door الطرق على باب الجنة (أغنية)
https://www.thesound.co.nz/home/music/2018/07/the-story-behind-bob-dylan-s--knockin--on-heaven-s-door-.html الطرق على باب الجنة (أغنية)